# Ignacy Dąbrowski (adwokat)
Ignacy Dąbrowski, (ur. 15 grudnia 1900 w Warszawie, zm. 28 czerwca 1941 w KL Auschwitz) – prawnik, działacz ruchu oporu.

## Życiorys
Syn Ignacego i Heleny z Barażewskich. W 1928 ukończył studia na Wydziale Prawa Uniwersytetu Warszawskiego i w tym samym roku wyjechał do Kalisza, gdzie od 1929 roku rozpoczął pracę jako aplikant adwokacki w kancelarii znanego kaliskiego adwokata Zygmunta Jaźwińskiego. Od roku 1933 był adwokatem w Kaliszu.
We wrześniu 1939 roku razem z Zygmuntem Jaźwińskim wyjechał do Warszawy, gdzie rozpoczął pracę w konspiracji (nasłuch radiowy i kolportaż wiadomości radiowych).

## Aresztowanie i śmierć
20 listopada 1940 roku został aresztowany przez gestapo wraz z Zygmuntem Jaźwińskim i grupą dziennikarzy z Kuriera Warszawskiego.
Osadzono go na Pawiaku, a 6 stycznia 1941 roku wywieziono do obozu KL Auschwitz, gdzie otrzymał numer 8290.
Został zamordowany w obozie 28 czerwca 1941 roku.